# Linda Antić-Mrdalj
Linda Antić-Mrdalj (rođ. Antić) je bivša hrvatska košarkašica, članica hrvatske košarkaške reprezentacije, danas hrvatska košarkaška trenerica.

## Karijera
Sudjelovala je na prvom završnom turniru ženskog europskog prvenstva na kojima je igrala Hrvatska, EP 1995. godine.
2005. je vodila hrvatsku žensku košarkašku reprezentaciju za igračice do 20 godina. Osvojila je 5. mjesto. U tom su sastavu igrale Mirna Mazić, Iva Ciglar, Josipa Bura (3. po šutu za dvicu), Sanda Tošić (5. po šutu za tricu), Monika Bosilj (najbolja izvođačica slobodnih bacanja) i druge.
Bila je hrvatskom izbornicom na završnom turniru europskog prvenstva 2007. godine.